# Olavo V da Noruega
Olavo V (Sandringham, 2 de julho de 1903 – Oslo, 17 de janeiro de 1991) foi o Rei da Noruega de 1957 até sua morte, em 1991. Membro da Casa de Eslésvico-Holsácia-Sonderburgo-Glucksburgo, era o único filho do rei Haakon VII e da rainha Maud de Gales.
Olavo se tornou herdeiro aparente da Noruega quando seu pai foi eleito rei em 1905. Ele foi o primeiro herdeiro do trono norueguês a crescer na Noruega desde Olavo IV, e seus pais quiseram garantir que ele tivesse uma criação o mais norueguesa possível. Para se preparar para seus deveres reais, ele estudou em escolas civis e militares. Olavo se casou com sua prima Marta da Suécia em 1929. Sua liderança foi muito elogiada durante a Segunda Guerra Mundial, sendo nomeado Chefe de Defesa em 1944. Ele ascendeu ao trono em 1957 após a morte de seu pai, reinando por 33 anos. Por seu estilo atencioso e "pé-no-chão", Olavo era imensamente popular, acabando por receber o apelido de "Rei do Povo".

## Biografia

### Família e educação
Nascido na propriedade de Sandringham House, em Norfolk, Reino Unido, Olavo V era o único filho do príncipe Carlos da Dinamarca, o segundo filho de Frederico VIII e futuro Haakon VII da Noruega, e da princesa Maud de Gales, a terceira e última filha de Eduardo VII do Reino Unido. Olavo tinha sido batizado com o nome de Alexandre Eduardo Cristiano Frederico e nasceu como Príncipe da Dinamarca. Com a ascensão de seu pai ao trono norueguês em 1905 por meio de uma votação popular, recebeu o nome de Olavo.
Olavo foi o primeiro herdeiro ao trono desde os tempos medievais a crescer na Noruega. Em 1924, graduou-se pela Academia Militar Norueguesa e foi estudar filosofia do direito e Economia em Balliol College, na Universidade de Oxford. Ele era um grande atleta e competia em regatas, ganhando uma medalha de ouro nos Jogos Olímpicos de Verão de 1928, em Amsterdã. Ele continuou com seu espírito de navegador mesmo idoso.
A 28 de Setembro de 1928 foi agraciado com a Grã-Cruz da Ordem Militar de Avis de Portugal.

### Casamento e filhos

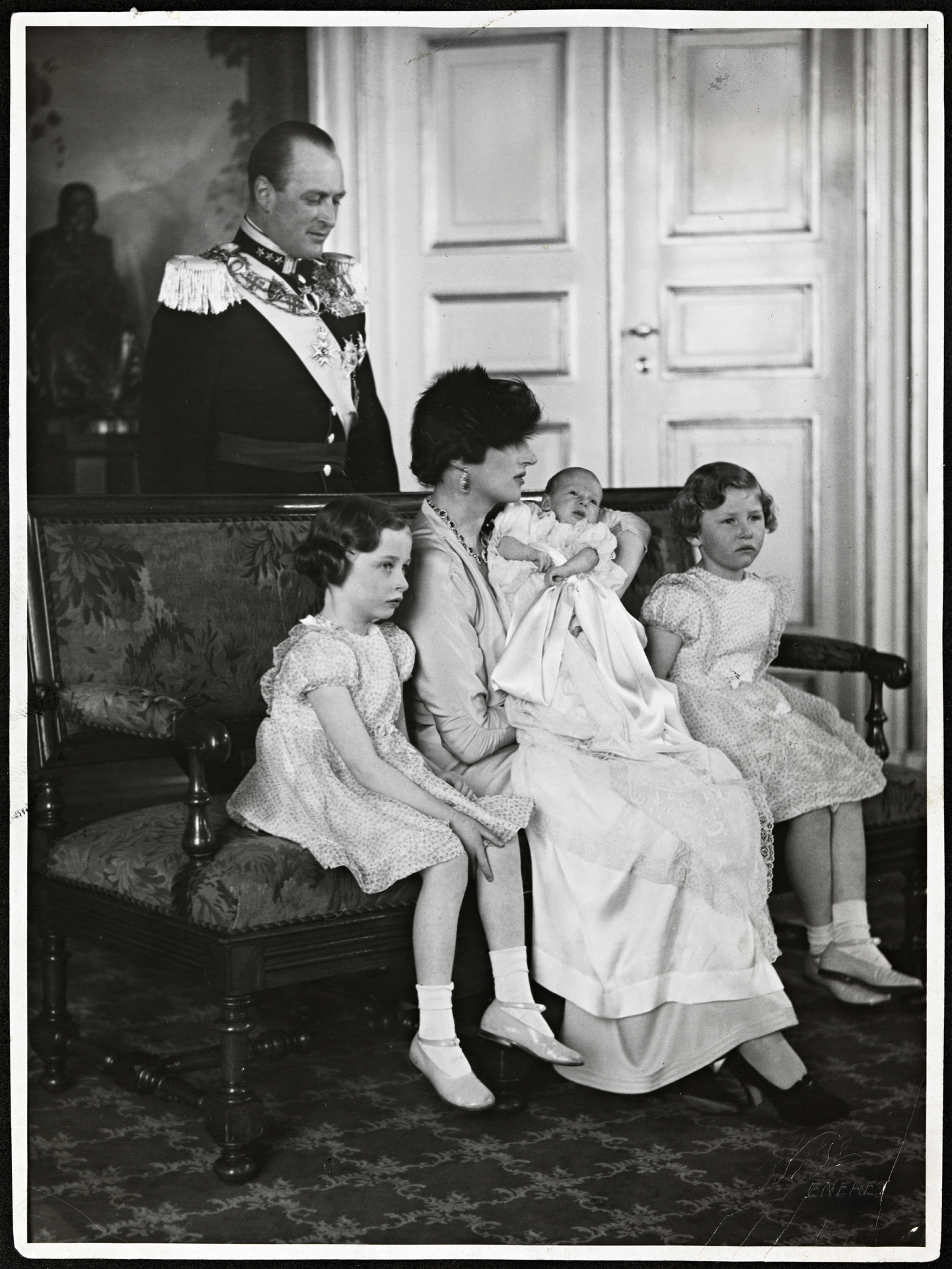
Família real da Noruega: Em pé, o Príncipe Herdeiro; sentadas, a princesa Ragnhild, a princesa Marta com o príncipe Haroldo no colo e a princesa Astrid. Foto: Anders Beer Wilse/Nasjonalbiblioteket. 31 de março de 1937.

No dia 21 de março de 1929, Olavo casou-se com sua prima de primeiro grau, a princesa Marta da Suécia, filha do príncipe Carlos, Duque da Gotalândia Ocidental e da princesa Ingeborg da Dinamarca. Eles tiveram duas filhas e um filho:
- A princesa Ragnhild, nascida em 9 de junho de 1930 e falecida em 16 de setembro de 2012.
- A princesa Astrid, nascida em 12 de fevereiro de 1932.
- O príncipe Haroldo, nascido em 21 de fevereiro de 1937. Futuro Haroldo V da Noruega.

Após a cerimônia, o casal apareceu como capa da revista Time.
A princesa consorte Marta morreu em 1954, de câncer, apenas três anos antes da ascensão de seu marido.

### Resistência e exílio

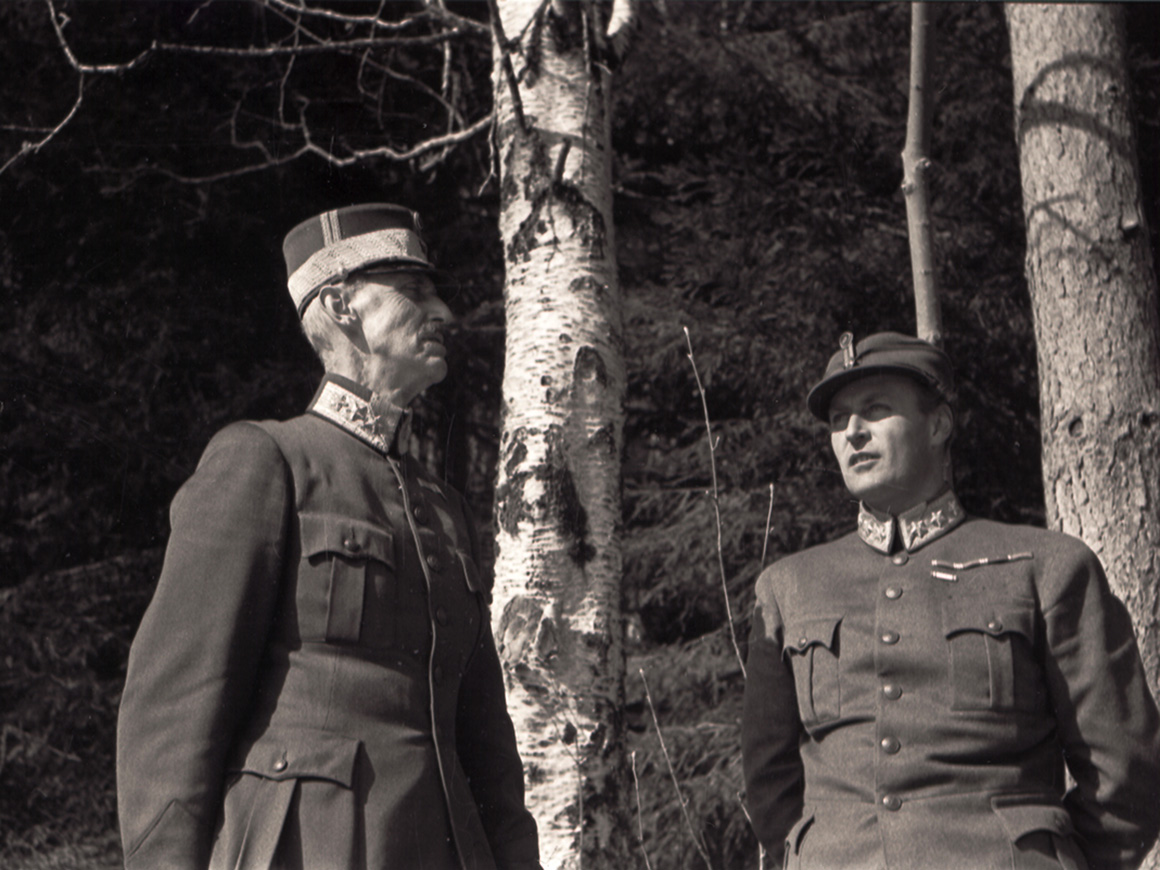
Haakon VII e seu filho, o príncipe Olavo, em abril de 1940.

Em 1940, durante a Segunda Guerra Mundial, os alemães invadiram e derrotaram as forças norueguesas e anglo-francesas em Narvik, impondo um governo fantoche sob Vidkun Quisling.
Até junho daquele ano, Olavo ficou no país ao lado de seu pai, rei Haakon VII, resistindo à ocupação nazista. Quando a situação ficou grave a ponto de ameaçar sua vida, pai e filho exilaram-se na aldeia de Winkfield, próxima a Londres, juntamente com o governo trabalhista norueguês.
Enquanto Olavo estava na Inglaterra, sua esposa e seus três filhos viveram em Washington D.C., nos Estados Unidos, onde o casal real tinha como amigos o presidente Franklin D. Roosevelt e a primeira-dama Eleanor Roosevelt.
Tendo recebido treinamento militar extensivo, o príncipe herdeiro foi respeitado por outros líderes aliados por seu conhecimento e por suas habilidades de liderança. Em 1944, ele foi apontado ao posto de Chefe de Segurança da Noruega, conduzindo o desarmamento norueguês das forças ocupantes alemãs depois da guerra no ano seguinte.

### Reinado
Em 21 de setembro de 1957, com a morte de seu pai, Olavo sucedeu ao trono norueguês, com o título de Olavo V. A bênção ocorreu em 22 de junho de 1958, na Catedral de Nidaros. Ele reinou como "o rei do povo", tendo sido extremamente popular.
Ele gostava de dirigir seus próprios carros, inclusive na autoestrada, e estava permitido a usar transportes públicos. Durante a crise do petróleo de 1973, a Noruega baniu a condução de automóveis em certos fins de semana; porém, Olavo V, que não queria perder a oportunidade de esquiar fora de Oslo, pegou um bonde. Quando ele foi pagar sua passagem, o condutor lhe informou que pessoas já a tinham pago. Um jornalista, certa vez, lhe perguntou se ele não tinha medo de caminhar sozinho e sem proteção; ele respondeu: "Por que eu deveria ter medo? Eu tenho quatro milhões de guarda-costas!", em referência ao povo norueguês.
Em 1968, por causa de suas habilidades atléticas, o rei ganhou a medalha Holmenkollen. Olavo V tinha um grande interesse por questões militares e desempenhou o seu cargo como comandante-em-chefe seriamente. Ele também serviu como coronel-general no regimento de infantaria britânico Green Howards. Em 1961, o rei Olavo V foi laureado com prêmio Nansen.
A 11 de Outubro de 1978 foi agraciado com o Grande-Colar da Ordem Militar de Sant'Iago da Espada de Portugal.

### Saúde e morte

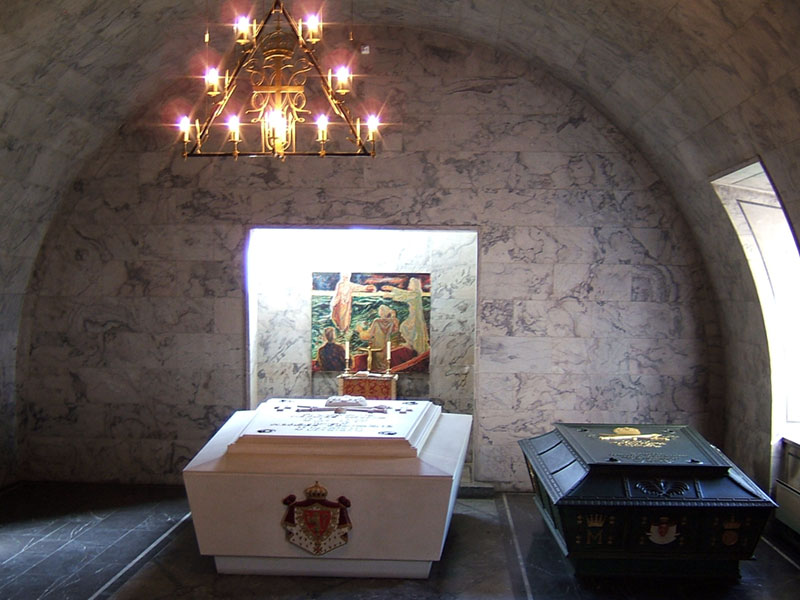
Os caixões de Olavo V e de sua esposa estão na Fortaleza de Akershus, em Oslo.

Durante o verão de 1990, o rei sofreu de problemas de saúde, mas se recuperou no Natal daquele ano. De acordo com uma entrevista com seu filho, Haroldo V, e com uma biografia de Olavo V do político Jo Benkow, o rei sofreu um grande trauma psicológico durante a explosão da primeira Guerra do Golfo, a 17 de janeiro de 1991. Ele sofreu um colapso durante o dia e morreu à noite. Seu filho alega que Olavo reviveu os eventos da Segunda Guerra Mundial, os quais ele sentiu, e que ele profetizou uma nova guerra, uma Terceira Guerra Mundial, pela qual ele não suportaria passar. Olavo tinha oitenta e sete anos quando morreu.
Na noite em que ele morreu e nos dias que se seguiram até seu funeral, a Noruega presenciou uma grande demonstração de luto, à medida que centenas de milhares de noruegueses deixavam velas no pátio do Palácio Real de Oslo, com cartas e cartões de condolência entre elas. O Arquivo Nacional tem preservado até os dias de hoje tais cartões.